# Ghorepani

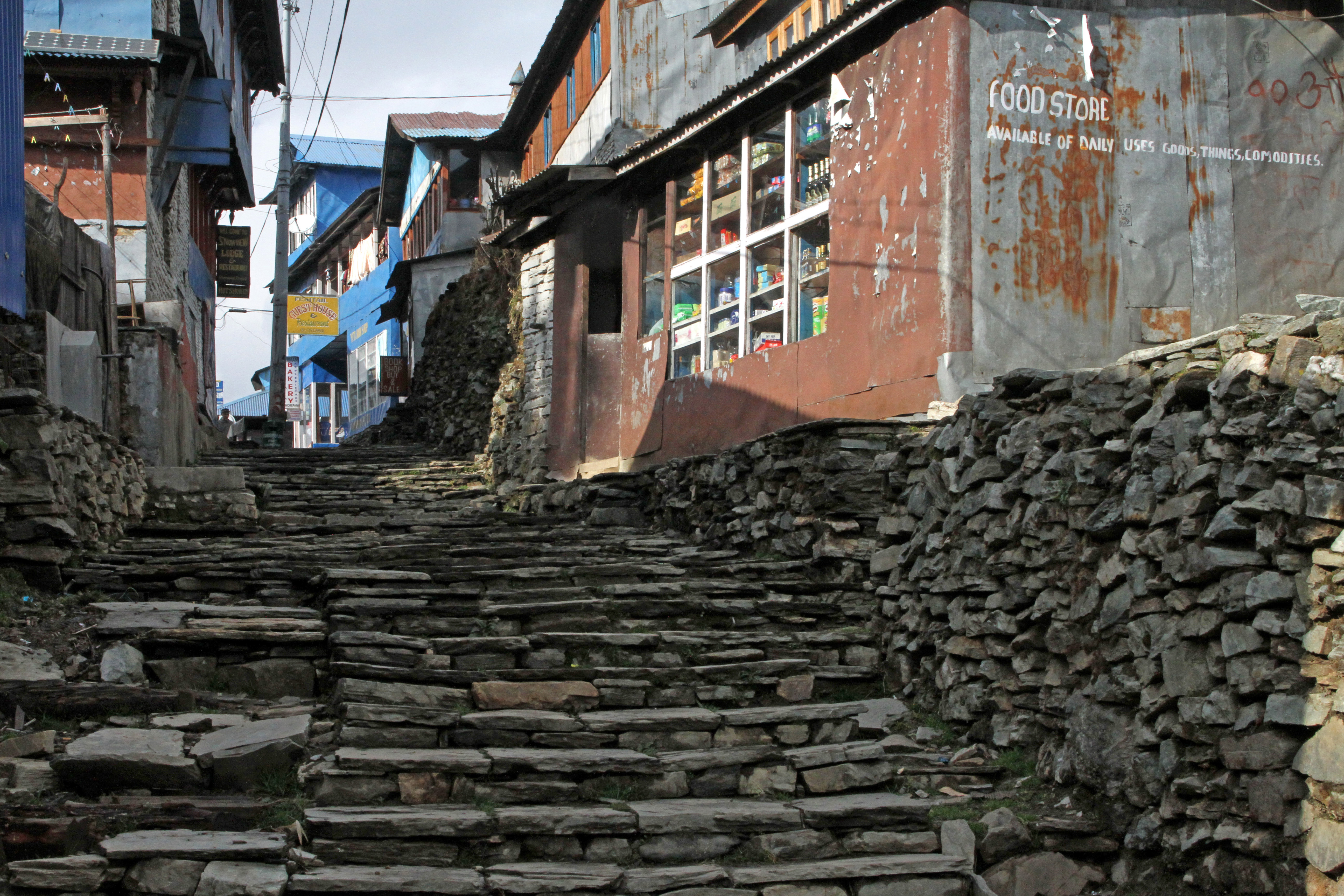
Dorfweg in Ghorepani

Ghorepani ist ein Dorf im Myagdi-Distrikt in der Dhaulagiri-Zone von Nord-Zentral Nepal. Es liegt 17 Kilometer von der Bezirksstadt Beni auf einer Höhe von ungefähr 2874 m. Das Dorf liegt in der Annapurna Conservation Area und besitzt eine Menge "guest houses", die Unterkunft und Essen für Wanderer bieten. Viele übernachten dort, bevor sie am nächsten Tag in der Dämmerung auf den gut 300 m höheren Aussichtspunkt Poon Hill (3210 m) steigen, um den Sonnenaufgang mit großem Bergpanorama zu erleben.

## Geschichte
Der Ort fand erstmals Verwendung für einen Rastplatz, an dem Kaufleute Wasser für ihre Pferde fanden. Daher kommt auch der Name: Pferd bedeutet auf Nepali Ghore und Wasser Pani.

## Erreichbarkeit
Ghorepani ist ein Ort, zu dem es noch keine von Autos befahrbaren Straßen gibt. Jeglicher Transport muss deshalb zu Fuß erfolgen. Trotzdem liegt es auf einem wichtigen Verbindungsweg zwischen dem Annapurna Base Camp und mehreren anderen Dörfern. In der Süd-Ost-Richtung kann man je nach Wanderer in ca. 10 Stunden das Dorf Birethanti erreichen, in der Nord-West-Richtung in 8–10 Stunden das Dorf Tatopani.

## Galerie

Ghorepani
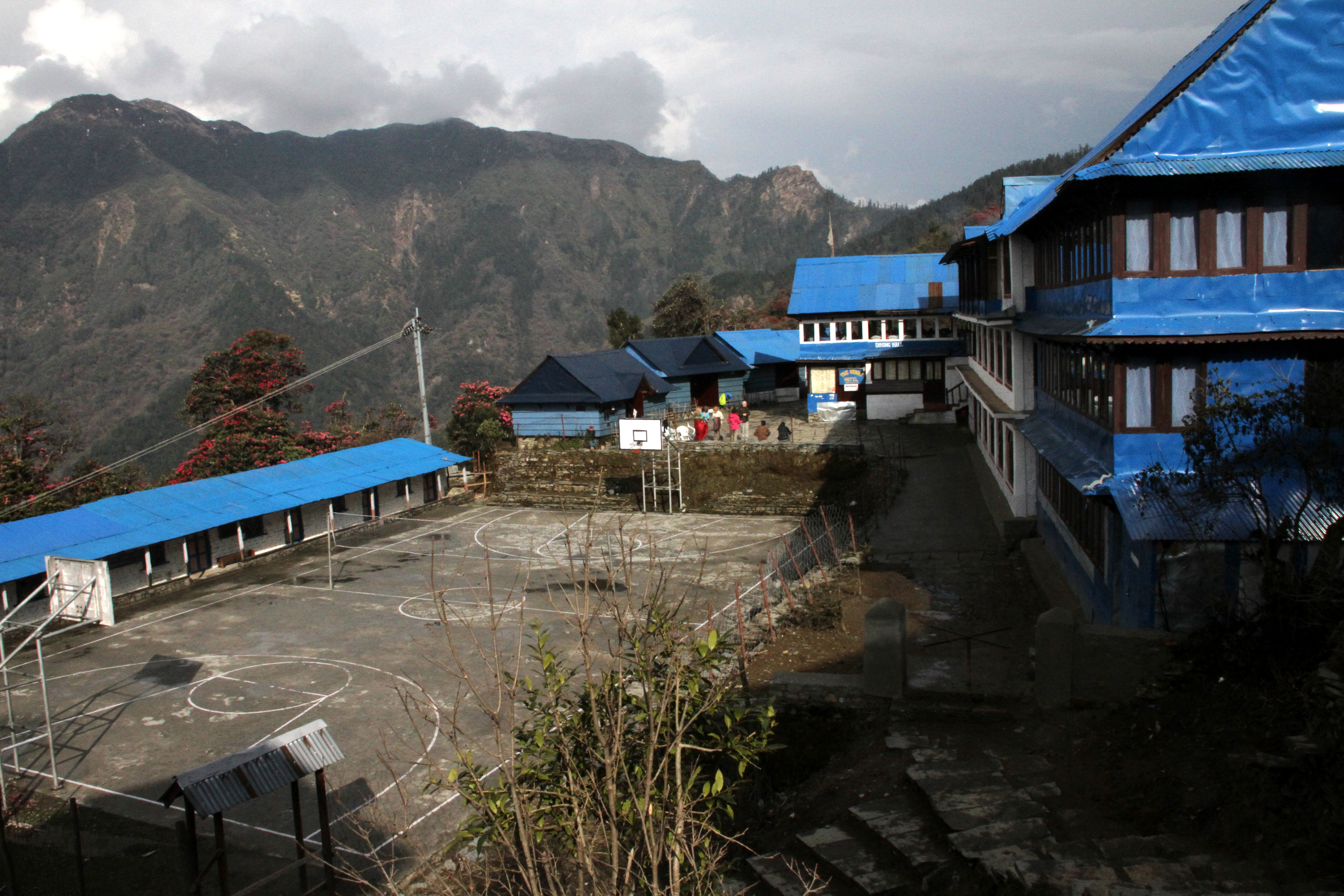
Sunny Hotel
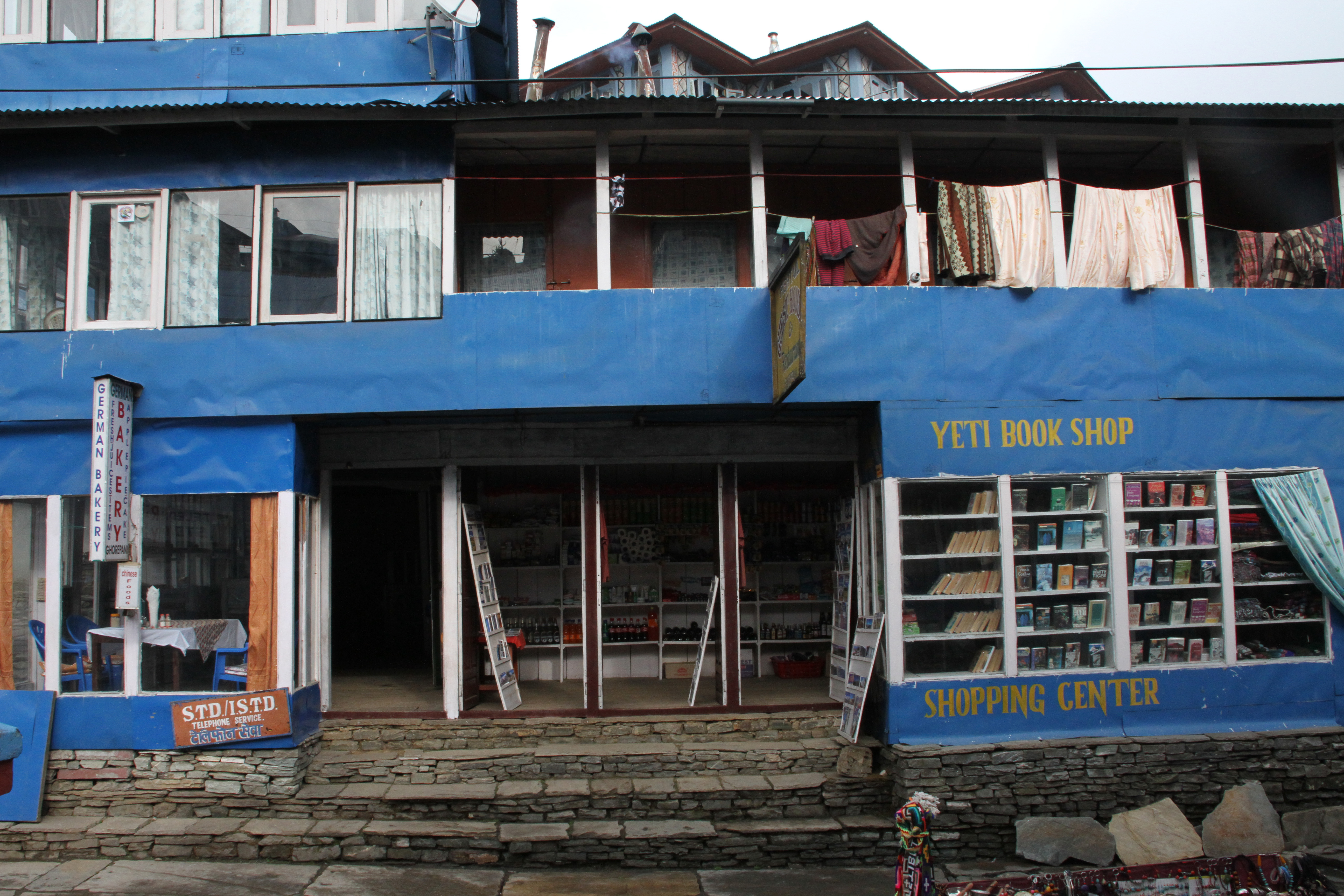
Buchhandlung
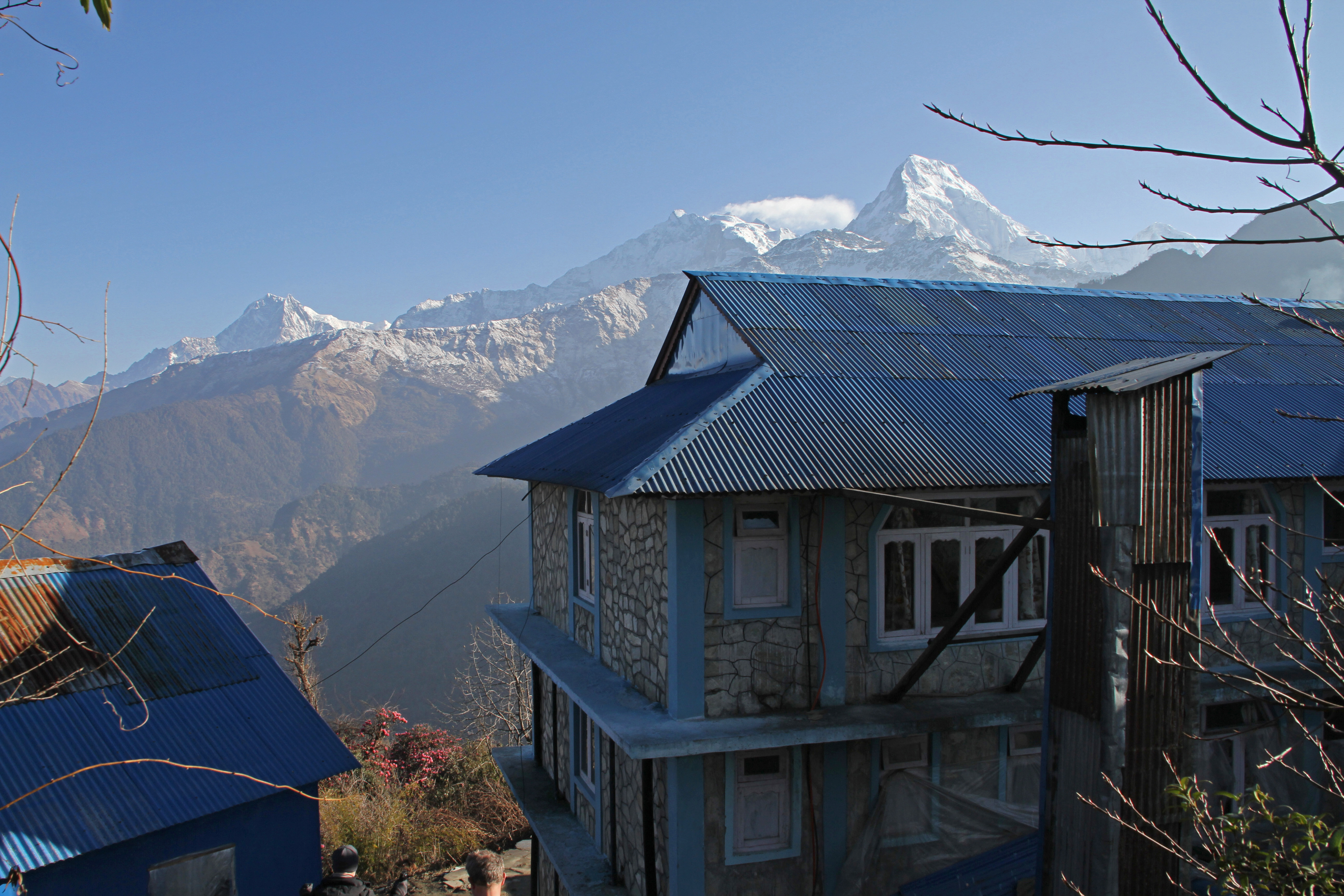
Lodge
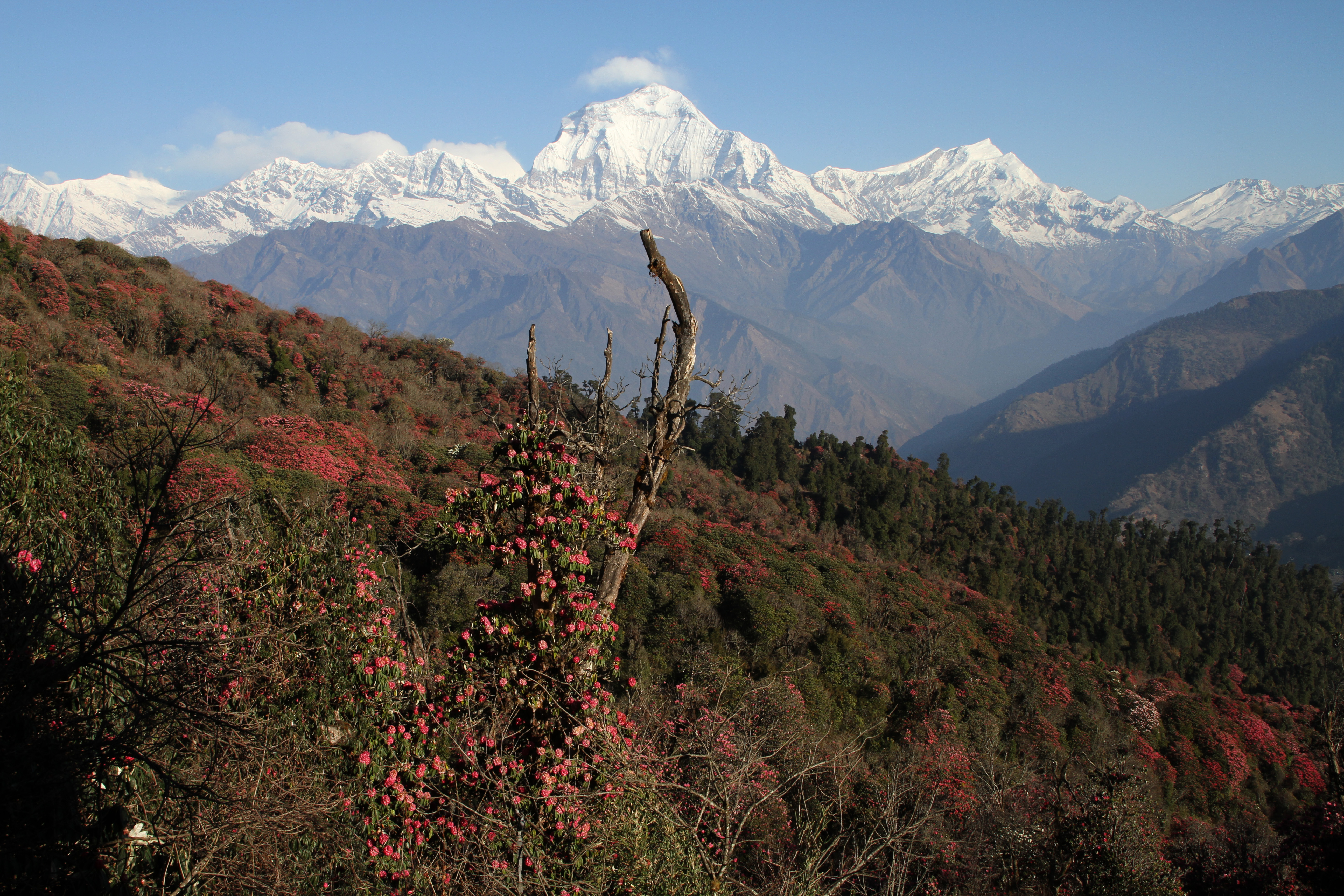
Blick zum Dhaulagiri
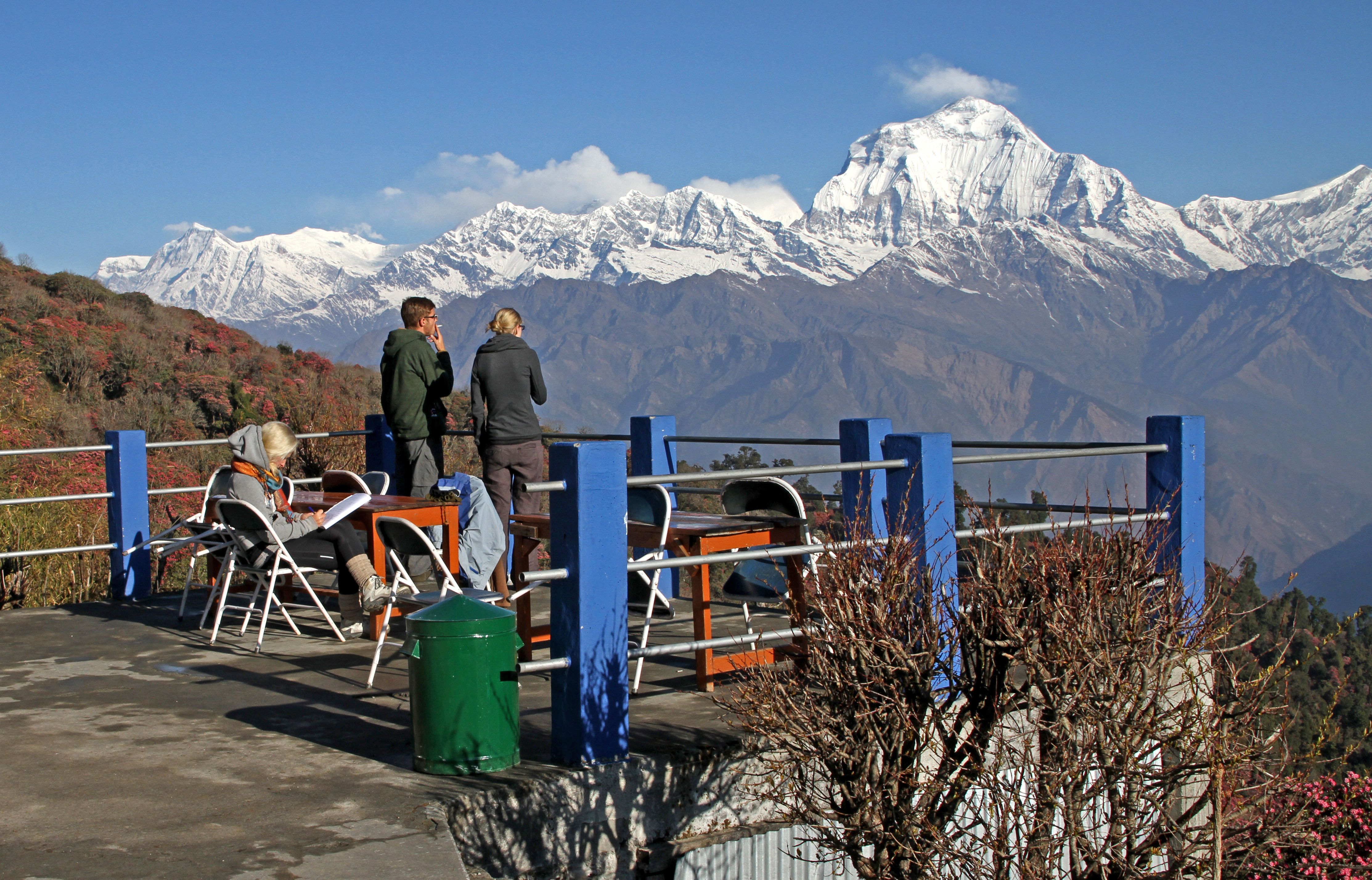
Aussichtspunkt
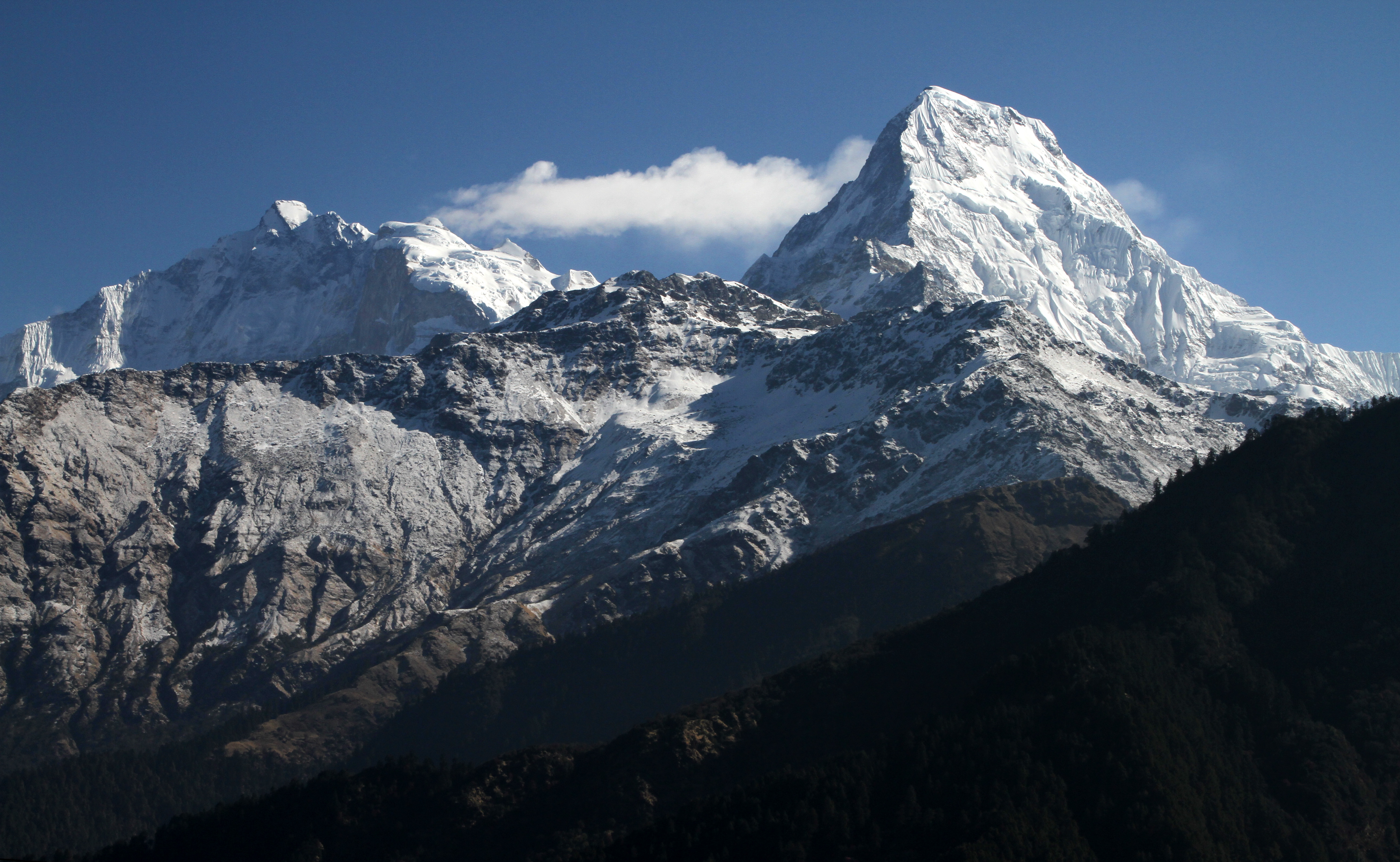
Blick zum Annapurna